# Ulley
Ulley är en ort och civil parish i Rotherham i Storbritannien. Den ligger i grevskapet South Yorkshire och riksdelen England, i den sydöstra delen av landet, 220 km norr om huvudstaden London. Ulley ligger 112 meter över havet och antalet invånare är 182.
Terrängen runt Ulley är platt. Runt Ulley är det tätbefolkat, med 849 invånare per kvadratkilometer. Närmaste större samhälle är Sheffield, 10,8 km väster om Ulley. Trakten runt Ulley består till största delen av jordbruksmark.